# Luva de Pedreiro
Iran de Santana Alves (Quijingue, 7 de novembro de 2001), mais conhecido como Luva de Pedreiro, é um influenciador digital, youtuber e futebolista brasileiro que em 2022 quebrou recordes de engajamento em conteúdos virtuais voltados ao futebol na América e se tornou o brasileiro influenciador do esporte com mais seguidores no Instagram, sendo o único homem brasileiro a ser seguido pela conta oficial da rede social.
Inicialmente estereotipado como um meme, conquistou sucesso no Brasil e no exterior publicando vídeos amadores de futebol em suas redes sociais, onde demonstra suas habilidades no esporte fazendo referências a times e jogadores famosos, comemorando seus gols utilizando bordões como "Receba!" e "Obrigado, meu Deus", os quais rapidamente passaram a ser reproduzidos por diversos internautas e celebridades mundiais do futebol e outros esportes.
Seu apelido surgiu por jogar futebol usando luvas de profissionais da construção civil, fazendo referência às luvas de frio utilizadas por jogadores europeus.

## Biografia
Nasceu no povoado de Tábua, em Quijingue, cidade com menos de 30 mil habitantes no interior da Bahia. De origem humilde, costumava brincar na infância com bolas de pano feitas por sua mãe ou com cocos que encontrava no quintal de casa, onde começou a jogar futebol e se apaixonou pelo esporte, tornando-se torcedor do Vasco da Gama pelo estímulo de sua família. Apesar do desejo de tornar-se jogador profissional acabou deixando seu sonho de lado para ajudar seu pai a trabalhar na roça ainda menino. Devido a situações de seu cotidiano pôde cursar a escola até o oitavo ano do ensino fundamental.
Em 2021, com 20 anos de idade, passou a gravar vídeos próprios, pois tinha o desejo de assistir a si mesmo no celular. Mais tarde, com o auxílio de amigos e vizinhos, passou a gravar vídeos com maior frequência. Naquele mesmo ano seus vídeos passaram a fazer sucesso na internet, mas foi no inicio do ano seguinte que passaram a ser reconhecidos nacionalmente e internacionalmente; com isso, Iran passou a conciliar sua rotina de trabalho no campo com a produção de conteúdos virtuais com o objetivo de assegurar uma fonte de renda pra sua família.
Em 2022, durante uma participação no programa Encontro com Fátima Bernardes, revelou a pretensão em tornar-se treinador de futebol nos anos seguintes.
Em setembro de 2023, Iran anunciou que seria pai, chamando atenção pelo nome de seu futuro filho, o qual, segundo o influenciador, se chamaria "Cristiano Ronaldo Jr." Posteriormente, em entrevista ao podcast Podpah, explicou que o nome completo da criança seria "Cristiano Ronaldo da Gama Laurino Santana", misturando os nomes do jogador homônimo e do time Vasco da Gama.

## Sucesso na internet
No dia 25 de março de 2021, Iran postou seu primeiro vídeo no TikTok, mas foi somente no primeiro, em que usou as "luvas de pedreiro", é que o seu conteúdo alcançou grande sucesso na plataforma, chegando a casa dos 30 milhões de visualizações de um dia para o outro. Com o sucesso adquirido na rede, passou a publicar também no Instagram.
Rapidamente seus vídeos passaram a viralizar no Brasil e no exterior, sendo compartilhados por clubes como o Barcelona e o Bayern de Munique, recebendo também comentários e elogios de diversos jogadores mundiais e instituições esportivas como a UEFA, e seus bordões logo passaram a ser pronunciados e referenciados por celebridades do futebol e anônimos ao redor do mundo.
Em 2022, com menos de um ano atuando na internet, alcançou a casa dos milhões de seguidores nas principais redes sociais da atualidade, conquistou suas primeiras placas do YouTube e se tornou o brasileiro influenciador do esporte com mais seguidores no Instagram, recebendo em março do mesmo ano uma homenagem da plataforma, que contou um pouco de sua trajetória, compartilhou um de seus vídeos e passou a lhe seguir, assim o tornando o único homem brasileiro a ser seguido pela conta oficial do Instagram na rede social.
Ainda no primeiro trimestre de 2022 ganhou destaque na imprensa nacional e internacional, e passou a ser convidado para participações em programas televisivos, sociais e esportivos, onde conheceu e desafiou alguns de seus ídolos do futebol, como Neymar.
A notoriedade na internet também lhe rendeu convites da CBF para assistir a uma partida válida pelas eliminatória da Copa do Mundo entre Brasil e Chile no Maracanã e do Vasco para conhecer as dependências do Estádio São Januário, onde foi recebido por Roberto Dinamite e pela delegação do time, quando também participou do primeiro episódio do podcast do clube cruzmaltino "Fala, Vascão". Em uma semana as ações promovidas no encontro entre Iran e o Vasco foram responsáveis por estabelecer um até então novo recorde de engajamento em conteúdos publicados por times brasileiros no TikTok.
Luva também recebeu um convite oficial do Íbis Sport Club, popularmente conhecido como o pior time do mundo, para jogar uma partida contra o Sport Recife pela última rodada da fase de grupos do Campeonato Pernambucano, porém não foi escalado para a partida que terminou em 4x0 para o Sport.

## Carreira
Em março de 2022, Iran passou a ser empresariado por Allan de Jesus e na primeira quinzena de abril do mesmo ano foi anunciado que teria assinado seu primeiro contrato de publicidade, para protagonizar uma nova campanha publicitária da Prime Video, além de participações em uma série de ações envolvendo a plataforma e o universo dos esportes, e já naquele mesmo mês protagonizou comerciais, exibidos em canais de TV aberta e por assinatura, que divulgavam as transmissões da Copa do Brasil no serviço de streaming da Amazon. Também em abril de 2022 anunciou o lançamento de sua marca de roupas exclusivas. Já no mês seguinte Iran firmou uma parceria com o UFC e publicou em suas redes um vídeo pertencente ao projeto "Collabs com o cara da Luva de Pedreiro", onde interagiu com o lutador e campeão dos pesos leves Charles do Bronx, assim se tornando o primeiro criador de conteúdo brasileiro a estabelecer uma parceria com a competição.
No dia 19 de junho de 2022, Iran fez uma live em seu Instagram, irritado com cobranças, e anunciou uma pausa nos vídeos. Fãs especularam se Iran estava insatisfeito com sua equipe de assessoria e com o empresário Allan de Jesus. Alguns dias depois, ele voltou a publicar vídeos, mas todas as menções ao empresário Allan foram removidas. Horas depois, a agência ASJ Consultoria informou que recebeu as notícias através da imprensa e que não foi informada sobre qualquer tentativa de rescisão entre as partes e citou um risco de quebra contratual. O empresário afirmou que tem contrato com Iran até 2026. Segundo o colunista Leo Dias, Iran teria novos empresários e sua conta bancária contaria com apenas 7 500 reais. Allan negou a acusação e disse que Iran tem 2 milhões de reais a receber. A juíza Maria Cristina de Brito Lima, do Rio de Janeiro, impediu a veiculação de informações sobre a polêmica entre Iran e seu ex-empresário no Fantástico, da TV Globo, e no Domingo Espetacular, na RecordTV. A liminar proíbe as emissoras de divulgarem informações sigilosas do contrato entre os dois ou de fazer qualquer manifestação que supostamente fomentaria discurso de ódio contra Allan.
No dia 28 de junho de 2022, Iran assinou contrato com o ex-jogador de futsal Falcão. Com a ajuda de novos empresários, no dia 1 de julho de 2022, Iran se mudou para um novo imóvel no litoral sul de Pernambuco.
No dia 13 de setembro de 2022, Iran apagou todos os vídeos de suas redes sociais. Pouco tempo depois, publicou um novo vídeo na sua conta do Instagram, anunciando que encerraria definitivamente sua carreira como influenciador após o cumprimento dos seus contratos de publicidade, pois desejava voltar a ter uma vida comum. Na data, a assessoria de Iran declarou à imprensa que o excesso de trabalho somado a um problema de saúde foram os fatores que levaram o influenciador a tomar sua decisão.

## Prêmios e indicações
| Ano  | Premiação                    | Categoria                        | Trabalho         | Resultado | Ref.          |
| ---- | ---------------------------- | -------------------------------- | ---------------- | --------- | ------------- |
| 2022 | CCXP Awards                  | Melhor Canal / Criador Revelação | Luva de Pedreiro | Indicado  | [ 68 ]        |
| 2022 | MTV Millennial Awards Brasil | From Brazil!                     | Luva de Pedreiro | Indicado  | [ 69 ]        |
| 2022 | MTV Millennial Awards Brasil | MIAW Futebol Clube               | Luva de Pedreiro | Indicado  | [ 69 ]        |
| 2022 | MTV Millennial Awards Brasil | Fav do TikTok                    | Luva de Pedreiro | Indicado  | [ 70 ]        |
| 2022 | Prêmio iBest                 | Personalidade do Ano             | Luva de Pedreiro | Indicado  | [ 71 ]        |
| 2022 | Prêmio iBest                 | Tiktoker do Ano                  | Luva de Pedreiro | Venceu    | [ 72 ] [ 73 ] |
| 2022 | People's Choice Awards       | Influenciador do ano no Brasil   | Luva de Pedreiro | Indicado  | [ 74 ]        |